# 1914-es Grand Prix-szezon
Az 1914-es Grand Prix-szezon volt a Formula–1 előtti éra kilencedik szezonja. A szezon tulajdonképpen egy versenyből állt, ennek győztese lett a végső győztes is, ezen kívül azonban több más nagydíjat is rendeztek.

## Versenyek

### Grandes Épreuves
| Verseny         | Helyszín | Időpont   | Győztes versenyző        | Győztes konstruktőr | Összefoglaló |
| --------------- | -------- | --------- | ------------------------ | ------------------- | ------------ |
| francia nagydíj | Lyon     | Július 4. | Christian Lautenschlager | Mercedes            | Összefoglaló |

### Egyéb versenyek
| Verseny               | Helyszín      | Időpont       | Győztes versenyző   | Győztes konstruktőr | Összefoglaló |
| --------------------- | ------------- | ------------- | ------------------- | ------------------- | ------------ |
| Vanderbilt-kupa       | Santa Monica  | Február 26.   | Ralph DePalma       | Mercedes            | Összefoglaló |
| amerikai nagydíj      | Santa Monica  | Február 28.   | Eddie Pullen        | Mercer              | Összefoglaló |
| indianapolisi 500     | Indianapolis  | Május 30.     | René Thomas         | Delage              | Összefoglaló |
| Coppa Florio          | Madonie       | Május 31.     | Felice Nazzaro      | Nazzaro             | Összefoglaló |
| orosz nagydíj         | Szentpétervár | Május 31.     | Willy Scholl        | Benz                | Összefoglaló |
| Tourist Trophy        | Isle of Man   | Június 10–11. | Kenelm Lee Guinness | Sunbeam             | Összefoglaló |
| Elgin National Trophy | Elgin         | Augusztus 22. | Ralph DePalma       | Mercedes            | Összefoglaló |